# Лапин, Владимир Петрович
Владимир Петрович Лапин (15 января 1945, Москва — 20 января 2005, там же) — российский поэт, участник правозащитного движения.

## Биография
Учился на заочном отделении филологического факультета МГУ (1965—1966). В 1966-1968 вёл раздел детского творчества Кораблик в журнале Пионер. Стихи писал с детства, их ценили Корней Чуковский (включивший несколько стихотворений Лапина в свою книгу От двух до пяти) и Самуил Маршак, позднее — А.Тарковский, И.Бродский, Н.Горбаневская. Изредка публиковался в коллективных сборниках и периодике. Участвовал в правозащитном движении. Много лет работал внештатным внутренним рецензентом в детских издательствах, детских и взрослых журналах, в литературной консультации Союза писателей. В 1970-х — 1980-х годах выпустил три сборника стихов для детей. В 1990-х — 2000-х печатался в журналах Дружба народов, Знамя, Новый мир, Континент, Арион, Звезда.
Ольга Седакова отмечает:

«Лапин пришел в русскую поэзию со своим тоном, а такие вещи случаются не часто — и даром не проходят».

## Книги «взрослых» стихов
- Тетрадь Володи Лапина. — М.: Детская литература, 1961.
- Сверчок. — М.: Carte Blanche, 1993.
- Тон. — СПб: Издательство Ивана Лимбаха, 2001.